# Derajnea
Derajnia (în ucraineană Деражня) este un oraș în partea central-vestică a Ucrainei, în regiunea Hmelnîțkîi.

## Demografie
Componența lingvistică a localității Derajnea
     Ucraineană (86,36%)
     Rusă (13,64%)
Conform recensământului din 2001, majoritatea populației localității Derajnea era vorbitoare de ucraineană (86,36%), existând în minoritate și vorbitori de rusă (13,64%).